# Duguetia scottmorii
Duguetia scottmorii är en kirimojaväxtart som beskrevs av Paulus Johannes Maria Maas. Duguetia scottmorii ingår i släktet Duguetia och familjen kirimojaväxter. Inga underarter finns listade i Catalogue of Life.